# Heilige Drie-eenheidskerk (Brussel)

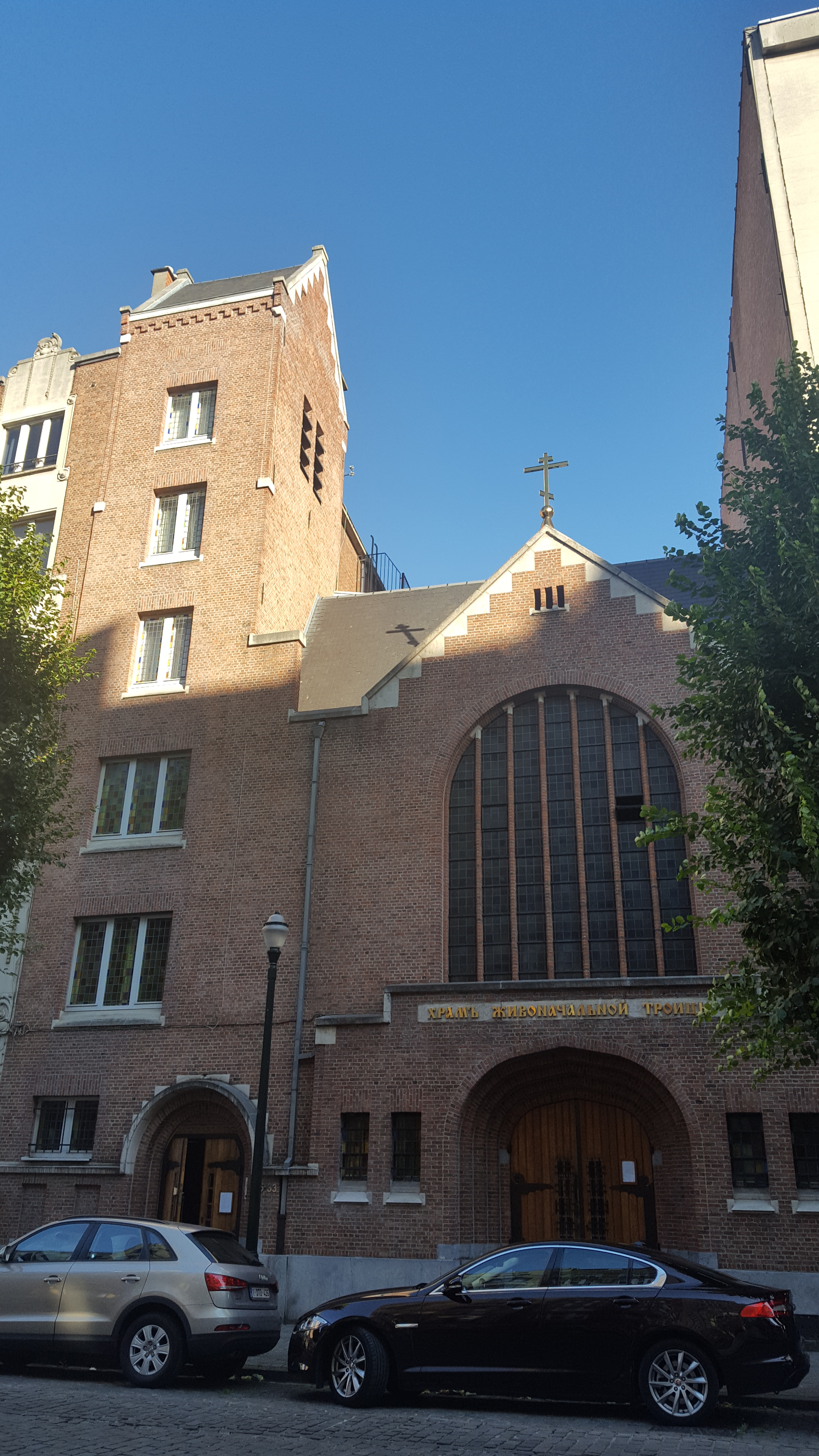
Heilige Drie-eenheidskerk

De Heilige Drie-eenheidskerk (Frans: Église La Sainte Trinité) is een Russisch-orthodox kerkgebouw in de Belgische hoofdstad Brussel. De kerk staat aan de Léon Lepagestraat 33-35.
De bakstenen kerk is gewijd aan de Drie-eenheid.

## Geschiedenis
In 1927 werd de kerk als gereformeerde kerk gebouwd naar het ontwerp van architect Tjeerd Kuipers.
In 1995 fuseerden de Hervormde en Gereformeerde Kerk en vestigden ze zich in de Graanmarktkerk, waarna de gereformeerde kerk aan de Léon Lepagestraat werd verkocht.
Op 8 oktober 2002 werd de Parochie van de Heilige Drieëenheid in Brussel opgericht.
Op 30 maart 2003 werd het kerkgebouw aan de Léon Lepagestraat ingewijd door de metropoliet van Smolensk en Kaliningrad Kirill, voorzitter van de Afdeling van Externe Kerkelijke Betrekkingen van het Patriarchaat Moskou.
Op 6 oktober 2005 werd de parochie ondergebracht in het aartsbisdom van Brussel en België na een besluit van de Gewijde Synode van de Russisch-Orthodoxe Kerk.